# Tudiów
Tudiów (ukr. Тюдів)  – wieś na Ukrainie, w rejonie kosowskim obwodu iwanofrankiwskiego.
W okresie międzywojennym w miejscowości stacjonowała  placówka Straży Celnej „Tudjów”. 
W tym czasie wieś w składzie powiatu kosowskiego województwa stanisławowskiego.
W marcu 1944 r. nacjonaliści ukraińscy z OUN-UPA zamordowali 8 osób, w tym 6 Polaków oraz greckokatolickiego księdza Śliwińskiego i jego syna za sprzyjanie Polakom.